# Нікосія (район)
Нікосія є одним з шести районів Кіпру. Його адміністративний центр — місто Нікосія. Частина району окупована турецькою армією в 1974, і перебуває під контролем Турецької Республіки Північного Кіпру, котра є міжнародно невизнаною державою.